# أميلكار فونسيكا
أميلكار فونسيكا (بالبرتغالية: Amílcar Fonseca‏) هو مدرب كرة قدم ولاعب كرة قدم برتغالي في مركز الدفاع، ولد في 15 فبراير 1954 في لشبونة في البرتغال. شارك مع منتخب البرتغال لكرة القدم. أما مع النوادي، فقد لعب مع إستريلا دا أمادورا وإشتوريل برايا ونادي بيلينينسش.

## وصلات خارجية
- أميلكار فونسيكا على موقع قاعدة بيانات كرة القدم.إي يو (الإنجليزية)
- أميلكار فونسيكا على موقع ناشيونال فوتبول تيمز (الإنجليزية)
- أميلكار فونسيكا على موقع عالم كرة القدم.نت (الإنجليزية)